# Hrabstwo St. Louis (Minnesota)
Hrabstwo St. Louis (ang. St. Louis County) – hrabstwo w stanie Minnesota w Stanach Zjednoczonych. Obszar całkowity hrabstwa obejmuje powierzchnię 6 859,50 mil2 (17 766,11 km²). Według danych z 2010 r. hrabstwo miało 200 226 mieszkańców. Hrabstwo powstało 20 lutego 1855 roku, a jego nazwa pochodzi od rzeki Saint Louis.

## Sąsiednie hrabstwa
- Dystrykt Rainy River (Kanada) (północ)
- Hrabstwo Lake (wschód)
- Hrabstwo Douglas (Wisconsin) (południowy wschód)
- Hrabstwo Carlton (południe)
- Hrabstwo Aitkin (południowy zachód)
- Hrabstwo Itasca (zachód)
- Hrabstwo Koochiching (północny zachód)

## Miasta
- Aurora
- Babbitt
- Biwabik
- Brookston
- Buhl
- Chisholm
- Cook
- Duluth
- Ely
- Eveleth
- Floodwood
- Gilbert
- Hermantown
- Hibbing
- Hoyt Lakes
- Iron Junction
- Kinney
- Leonidas
- McKinley
- Meadowlands
- Mountain Iron
- Orr
- Proctor
- Tower
- Virginia
- Winton

## CDP
- Arnold
- Mahnomen
- Nett Lake
- Soudan